# Équipe du Cameroun de cricket
L'équipe du Cameroun de cricket est l'équipe masculine qui représente le Cameroun dans les compétitions internationales majeures de cricket. L'équipe est organisée par la Fédération camerounaise de cricket, qui a obtenu le statut de membre affilié de l'International Cricket Council (ICC) le 29 juin 2007 et est devenue membre associé en 2017. Cependant, l'équipe nationale n'a fait ses débuts qu'en 2011, lorsqu'elle a participé au tournoi de division trois africaine au Ghana. 
En avril 2018, l'ICC a décidé d'accorder le statut de tournoi international de Twenty20 (T20I) à tous ses membres. Par conséquent, tous les matchs de Twenty20 joués entre le Cameroun et les autres membres de l'ICC depuis le 1er janvier 2019 sont des matchs T20I complets.

## Équipe
Le Cameroun a annoncé son équipe pour la Coupe d'Afrique des T20 de l'ACA 2022.
- Faustin Mpegna
- Julien Abega
- Protais Abanda
- Roland Amah
- Abdoulaye Aminou
- Alexis Balla
- Kulbhustan Jadhav
- Dipita Loic
- Appolinaire Mengoumou
- Narcisse Ndouteng
- Idriss Tchakou
- Alain Toube
- Bruno Toube

## Records et statistiques

### Résumé du match international - Cameroun[5]
| Format                  | M | W | L | T | NR | Match inaugural |
| ----------------------- | - | - | - | - | -- | --------------- |
| Twenty20 Internationals | 7 | 0 | 7 | 0 | 0  | 3 novembre 2021 |

### Twenty20 International

#### Bilan des T20I contre d'autres nations
| Opposant     | M | W | L | T | NR | Premier match     | Première victoire |
| ------------ | - | - | - | - | -- | ----------------- | ----------------- |
| Botswana     | 1 | 0 | 1 | 0 | 0  | 5 novembre 2021   |                   |
| Kenya        | 1 | 0 | 1 | 0 | 0  | 19 septembre 2022 |                   |
| Malawi       | 1 | 0 | 1 | 0 | 0  | 15 septembre 2022 |                   |
| Mozambique   | 1 | 0 | 1 | 0 | 0  | 3 novembre 2021   |                   |
| Sierra Leone | 1 | 0 | 1 | 0 | 0  | 7 novembre 2021   |                   |
| Tanzanie     | 2 | 0 | 2 | 0 | 0  | 6 novembre 2021   |                   |